# Carlos Zorrilla
Carlos Héctor Zorrilla (Lanús, Provincia de Buenos Aires, Argentina, 10 de octubre de 1985) es un exfutbolista argentino.

## Clubes
| Club                      | País      | Año       |
| ------------------------- | --------- | --------- |
| Almirante Brown           | Argentina | 2006-2007 |
| 2 de Mayo                 | Paraguay  | 2007-2008 |
| Universidad de Concepción | Chile     | 2008      |
| Deportes Puerto Montt     | Chile     | 2009      |
| 2 de Mayo                 | Paraguay  | 2010-2012 |